# Ana Montenegro
Ana Montenegro (* 13. April 1915 in Quixeramobim; † 30. März 2006 in Salvador da Bahia) war eine brasilianische Autorin, Journalistin, Anwältin und Aktivistin.

## Leben
Montenegro studierte Rechts- und Literaturwissenschaft an der Universidade Federal do Rio de Janeiro. Nachdem sie sich für linke Ideen begeisterte, arbeitete sie als Journalistin für verschiedene linksgerichtete Tageszeitungen und andere Periodika und schloss sich 1945 der Partido Comunista Brasileiro an. Nach dem Putsch 1964 ging sie ins Exil, aus dem sie nach Erklärung der Amnestie Ende der 1970er Jahre zurückkehrte. Während ihrer Zeit im Ausland schrieb sie intensiv über Menschen- und Frauenrechte sowie Rassismus.
Nach ihrer Rückkehr setzte Montenegro sich als Anwältin, aber auch weiterhin publizistisch für die Rechte der Unterdrückten ein. Mehrfach wurde sie später für ihre Tätigkeiten und ihr Engagement ausgezeichnet. 2005 wurde sie von der Kampagne PeaceWomen Across the Globe als Teil der Liste der 1000 Friedensfrauen für den Friedensnobelpreis nominiert.